# Opostegoides menthinella
Opostegoides menthinella là một loài bướm đêm thuộc họ Opostegidae. Nó được miêu tả từ Corse, và cũng từ Tây Ban Nha, lục địa Pháp, Sardegna, Hy Lạp và Tunisia. Nó đã được ghi nhận từ Bồ Đào Nha lần đầu vào năm 2010.
Ấu trùng có lẽ ăn loài Cistus.